# Abel Farnoux
Pour les articles homonymes, voir Farnoux.
Abel Farnoux, né le 19 mai 1921 à Entraigues-sur-la-Sorgue et mort le 30 juillet 2008 à Vanves, est un haut fonctionnaire et un résistant français.

## Biographie
Entré en Résistance, la Gestapo l'arrête en juillet 1943. Il est déporté à Buchenwald par le convoi I.131. Il s'en évade après deux ans passés là-bas et parvient à rejoindre la 76e division d'infanterie américaine, qu'il intègre avec le grade de 1er lieutenant (first lieutenant). Responsable des rapatriés, il rencontre sa future femme Yvette Bernard, qu'il participe à libérer de Ravensbrück.
Après-guerre, il fait une partie de sa carrière aux PTT, s'impliquant sur les questions liées à l'électronique et l'informatique. En 1971, il devient président de Vidéocolor (filiale du groupe Thomson).
En 1988, il devient conseiller de la femme politique Édith Cresson. Lorsque, devenue Premier ministre, elle choisit l'énarque Gérard Moine comme directeur de cabinet, il est promu conseiller spécial auprès de la Première ministre.

## Distinction
Grand officier de la Légion d'honneur[réf. souhaitée]